# Donald Young (tenista)
Donald Oliver Young Jr. (* 23. července 1989 Chicago) je bývalý americký profesionální tenista hrající levou rukou, který se na profesionálních okruzích pohyboval v letech 2004–2024. Na grandslamu si zahrál finále čtyřhry French Open 2017 se Santiagem Gonzálezem. Po finále smíšené soutěže US Open 2024, po boku Taylor Townsendové, ukončil kariéru. Na okruhu ATP Tour nevyhrál žádný turnaj. Na challengerech ATP a okruhu ITF získal devět titulů ve dvouhře a šest ve čtyřhře.
Na žebříčku ATP byl nejvýše ve dvouhře klasifikován v únoru 2012 na 38. místě a ve čtyřhře pak v srpnu 2017 na 43. místě.  Trénovali jej rodiče, profesionální trenéři Donald a Illona Youngovi.
Na konci sezóny 2005 získal titul juniorského mistra světa. V šestnácti letech a pěti měsících se stal nejmladší juniorskou světovou jedničkou žebříčku ITF v historii tenisu, o měsíc mladší než Richard Gasquet roku 2002. V této sezóně vyhrál juniorku Australian Open, v patnácti letech zaznamenal také jako nejmladší hráč historie vítězství na juniorce grandslamu. Tento rekord překonal v roce 2008 Bernard Tomic, jenž vyhrál Australian Open o dva měsíce mladší. V roce 2007 triumfoval také na juniorce ve Wimbledonu, když ve finále zdolal nasazenou jedničku Uladzimira Ignatika. Následující sezónu přidal titul ze čtyřhry na juniorce US Open s Alexem Claytonem.
V americkém daviscupovém týmu debutoval v roce 2014 sandiegským 1. kolem Světové skupiny proti Velké Británii, v němž prohrál úvodní dvouhru s Andym Murraym. Britové zvítězili 3–1 na zápasy. Zasáhl i do úvodního kola Světové skupiny 2015 opět proti britskému výběru, kde jej znovu porazil Murray. Za rozhodnutého stavu ve prospěch Britů korigoval výsledek na 2–3 výhrou nad Jamesem Wardem po skreči. V soutěži nastoupil ke dvěma mezistátním utkáním s bilancí 1–2 ve dvouhře a 0–0 ve čtyřhře.

## Finále na Grand Slamu

### Mužská čtyřhra: 1 (0–1)
| Stav      | rok  | turnaj      | povrch | spoluhráč         | soupeři ve finále           | výsledek                |
| --------- | ---- | ----------- | ------ | ----------------- | --------------------------- | ----------------------- |
| Finalista | 2017 | French Open | antuka | Santiago González | Ryan Harrison Michael Venus | 6–7(5–7), 7–6(7–4), 3–6 |

### Smíšená čtyřhra: 1 (0–1)
| Stav       | rok  | turnaj  | povrch | spoluhráčka        | soupeři ve finále               | výsledek      |
| ---------- | ---- | ------- | ------ | ------------------ | ------------------------------- | ------------- |
| Finalistka | 2024 | US Open | tvrdý  | Taylor Townsendová | Andrea Vavassori Sara Erraniová | 6–7(0–7), 5–7 |

## Finále na okruhu ATP Tour
| Legenda                     |
| --------------------------- |
| D – dvouhra; Č – čtyřhra    |
| Grand Slam (0–1 Č)          |
| ATP Tour Masters 1000 (0–0) |
| ATP Tour 500 (0–0)          |
| ATP Tour 250 (0–2 D, 0–Č)   |

### Dvouhra: 2 (0–2)
| Stav      | č. | datum      | turnaj                      | kategorie | povrch    | spoluhráč    | výsledek |
| --------- | -- | ---------- | --------------------------- | --------- | --------- | ------------ | -------- |
| Finalista | 1. | říjen 2011 | Bangkok, Thajsko            | ATP 250   | tvrdý (h) | Andy Murray  | 2–6, 0–6 |
| Finalista | 2. | únor 2015  | Delray Beach, Spojené státy | ATP 250   | antuka    | Ivo Karlović | 3–6, 3–6 |

### Čtyřhra: 2 (0–2)
| Stav      | č. | datum       | turnaj                      | kategorie  | povrch    | spoluhráč         | soupeři ve finále                     | výsledek                |
| --------- | -- | ----------- | --------------------------- | ---------- | --------- | ----------------- | ------------------------------------- | ----------------------- |
| Finalista | 1. | únor 2015   | Memphis, Spojené státy      | ATP 250    | tvrdý (h) | Artem Sitak       | Mariusz Fyrstenberg Santiago González | 7–5, 6–7(1–7), [8–10]   |
| Finalista | 2. | červen 2017 | French Open, Paříž, Francie | Grand Slam | antuka    | Santiago González | Ryan Harrison Michael Venus           | 6–7(5–7), 7–6(7–4), 3–6 |

## Finále na challengerech ATP a okruhu Futures
| Legenda                    |
| -------------------------- |
| D – dvouhra; Č – čtyřhra   |
| Challengery (8–8 D; 4–7 Č) |
| ITF (1–1 D; 2–2 Č)         |

### Dvouhra: 18 (9–9)
| Stav      | č. | datum         | turnaj                          | okruh      | povrch    | soupeř ve finále   | výsledek           |
| --------- | -- | ------------- | ------------------------------- | ---------- | --------- | ------------------ | ------------------ |
| Finalista | 1. | leden 2007    | Tampa, Spojené státy            | Futures    | tvrdý     | Michael Lammer     | 6–1, 3–6, 1–6      |
| Vítěz     | 1. | duben 2007    | Little Rock, Spojené státy      | Futures    | tvrdý     | Kei Nišikori       | 6–2, 6–2           |
| Vítěz     | 2. | červenec 2007 | Aptos, Spojené státy            | Challenger | tvrdý     | Bobby Reynolds     | 7–5, 6–3           |
| Finalista | 2. | září 2007     | Tulsa, Spojené státy            | Challenger | tvrdý     | Jesse Witten       | 6–7(8–10), 5–7     |
| Finalista | 3. | říjen 2007    | Calabasas, Spojené státy        | Challenger | tvrdý     | Robert Kendrick    | 6–3, 6–7(4–7), 4–6 |
| Finalista | 4. | listopad 2007 | Louisville, Spojené státy       | Challenger | tvrdý (h) | Matthias Bachinger | 6–0, 5–7, 3–6      |
| Finalista | 5. | listopad 2007 | Champaign–Urbana, Spojené státy | Challenger | tvrdý (h) | Jesse Levine       | 6–7(4–7), 6–7(4–7) |
| Vítěz     | 3. | listopad 2008 | Sacramento, Spojené státy       | Challenger | tvrdý     | Robert Kendrick    | 6–4, 6–1           |
| Finalista | 6. | listopad 2008 | Louisville, Spojené státy       | Challenger | tvrdý (h) | Robert Kendrick    | 1–6, 1–6           |
| Finalista | 7. | duben 2009    | Tallahassee, Spojené státy      | Challenger | antuka    | John Isner         | 5–7, 4–6           |
| Vítěz     | 4. | říjen 2009    | Calabasas, Spojené státy        | Challenger | tvrdý     | Michael Russell    | 7–6(7–4), 6–1      |
| Vítěz     | 5. | květen 2010   | Carson, Spojené státy           | Challenger | tvrdý     | Robert Kendrick    | 6–4, 6–4           |
| Finalista | 8. | červenec 2010 | Aptos, Spojené státy            | Challenger | tvrdý     | Marinko Matosevic  | 4–6, 2–6           |
| Vítěz     | 6. | duben 2011    | Tallahassee, Spojené státy      | Challenger | tvrdý     | Wayne Odesnik      | 6–4, 3–6, 6–3      |
| Finalista | 9. | květen 2011   | Savannah, Spojené státy         | Challenger | tvrdý     | Wayne Odesnik      | 4–6, 4–6           |
| Vítěz     | 7. | duben 2013    | León, Mexiko                    | Challenger | tvrdý     | Jimmy Wang         | 6–2, 6–2           |
| Vítěz     | 8. | září 2013     | Napa, Spojené státy             | Challenger | tvrdý     | Matthew Ebden      | 4–6, 6–4, 6–2      |
| Vítěz     | 9. | říjen 2013    | Sacramento, Spojené státy       | Challenger | tvrdý     | Tim Smyczek        | 7–5, 6–3           |

### Čtyřhra: 15 (6–9)
| Stav      | č. | datum         | turnaj                         | okruh      | povrch    | spoluhráč       | soupeři ve finále                   | výsledek                   |
| --------- | -- | ------------- | ------------------------------ | ---------- | --------- | --------------- | ----------------------------------- | -------------------------- |
| Finalista | 1. | leden 2006    | Tampa, Spojené státy           | Futures    | tvrdý     | Alex Clayton    | Alex Kuznetsov Horia Tecău          | 6–7(9–11), 3–6             |
| Vítěz     | 1. | únor 2007     | San José, Kostarika            | Futures    | tvrdý     | Patrick Briaud  | Matej Bočko Ján Stančík             | 6–3, 6–3                   |
| Vítěz     | 2. | únor 2007     | Joplin, Spojené státy          | Challenger | tvrdý     | Patrick Briaud  | Goran Dragicevic Mirko Pehar        | 6–4, 6–4                   |
| Finalista | 2. | březen 2007   | McAllen, Spojené státy         | Futures    | tvrdý     | Peter Polansky  | Patrick Briaud Lesley Joseph        | 5–7, 3–6                   |
| Vítěz     | 3. | duben 2007    | Little Rock, Spojené státy     | Futures    | tvrdý     | Kei Nišikori    | Brendan Evans Brian Wilson          | 7–6(7–5), 6–4              |
| Vítěz     | 4. | květen 2007   | Tunica Resorts, Spojené státy  | Challenger | antuka    | Paul Goldstein  | Pablo Cuevas Horacio Zeballos       | 4–6, 6–1, [10–4]           |
| Finalista | 3. | srpen 2007    | Vancouver, Kanada              | Challenger | tvrdý     | Alex Kuznetsov  | Rik de Voest Ashley Fisher          | 1–6, 2–6                   |
| Finalista | 4. | únor 2009     | Carson, Spojené státy          | Challenger | tvrdý     | Lester Cook     | Scott Lipsky David Martin           | 6–7(3–7), 6–4, [6–10]      |
| Finalista | 5. | říjen 2010    | Sacramento, Spojené státy      | Challenger | tvrdý     | Nicholas Monroe | Rik de Voest Izak van der Merwe     | 6–4, 4–6, [7–10]           |
| Vítěz     | 5. | listopad 2010 | Charlottesville, Spojené státy | Challenger | tvrdý (h) | Robert Kendrick | Ryler DeHeart Pierre-Ludovic Duclos | 7–6(7–5), 7–6(7–3)         |
| Finalista | 6. | říjen 2013    | Sacramento, Spojené státy      | Challenger | tvrdý     | Jarmere Jenkins | Matt Reid John-Patrick Smith        | 6–7(1–7), 6–4, [12–14]     |
| Finalista | 7. | listopad 2013 | Charlottesville, Spojené státy | Challenger | tvrdý (h) | Jarmere Jenkins | Steve Johnson Tim Smyczek           | 4–6, 3–6                   |
| Vítěz     | 6. | leden 2019    | Nouméa, Nová Kaledonie         | Challenger | tvrdý     | Dustin Brown    | André Göransson Sem Verbeek         | 7–5, 6–4                   |
| Finalista | 8. | červen 2019   | Columbus, Spojené státy        | Challenger | tvrdý (h) | Hans Hach       | Roberto Maytín Jackson Withrow      | 7–6(7–4), 6–7(2–7), [5–10] |
| Finalista | 9. | duben 2021    | Tallahassee, Spojené státy     | Challenger | antuka    | Sekou Bangoura  | Orlando Luz Rafael Matos            | 6-7(2-7), 2-6              |